# 히로나카 아야카
히로나카 아야카(일본어: 弘中 綾香, 1991년 2월 12일 ~ )는 TV 아사히의 아나운서이다. 가나가와현 출신으로, 형제로는 언니가 있다. 게이오기주쿠 여자 고등학교와 게이오기주쿠 대학을 졸업했다. 고등학교 시절에는 오케스트라 부에 소속되어 있었으며, 대학 시절에는 필드하키 서클의 매니져로 활동했다.
2013년 4월 1일 TV 아사히에 입사했으며, 같은 해 아나운서에 데뷔하였다.